# Championnats d'Europe de cyclisme sur route 2025
Navigation
Championnats d'Europe 2024 Championnats d'Europe 2026
Les Championnats d'Europe de cyclisme sur route 2025 ont lieu du 1er au 5 octobre 2025 dans les départements de l'Ardèche et la Drôme en France.

## Programme
Le programme est le suivant :
| Date                 | Heure | Épreuve                                       | Distance        |
| -------------------- | ----- | --------------------------------------------- | --------------- |
| Mercredi 1er octobre | 09h30 | Femmes juniors - contre-la-montre individuel  | 12,2 km         |
| Mercredi 1er octobre | 10h45 | Hommes juniors - contre-la-montre individuel  | 24 km           |
| Mercredi 1er octobre | 12h00 | Femmes espoirs - contre-la-montre individuel  | 24 km           |
| Mercredi 1er octobre | 12h50 | Hommes espoirs - contre-la-montre individuel  | 24 km           |
| Mercredi 1er octobre | 14h20 | Femmes élite - contre-la-montre individuel    | 24 km           |
| Mercredi 1er octobre | 15h45 | Hommes élite - contre-la-montre individuel    | 24 km           |
| Jeudi 2 octobre      | 11h00 | Juniors - contre-la-montre en relais mixte    | 40 km (2x20 km) |
| Jeudi 2 octobre      | 14h30 | Élite - contre-la-montre en relais mixte      | 40 km (2x20 km) |
| Vendredi 3 octobre   | 09h00 | Femmes espoirs - course en ligne individuelle | 85.7 km         |
| Vendredi 3 octobre   | 12h40 | Femmes juniors - course en ligne individuelle | 62.9 km         |
| Vendredi 3 octobre   | 15h35 | Hommes juniors - course en ligne individuelle | 103.4 km        |
| Samedi 4 octobre     | 9h00  | Hommes espoirs - course en ligne individuelle | 121.1 km        |
| Samedi 4 octobre     | 13h30 | Femmes élites - course en ligne individuelle  | 116.1 km        |
| Dimanche 5 octobre   | 11h45 | Hommes élites - course en ligne individuelle  | 202.5 km        |

## Podiums

### Hommes
| Compétitions     | Or | Argent | Bronze |
| Hommes - élites  |    |        |        |
| Course en ligne  |    |        |        |
| Contre-la-montre |    |        |        |
| Hommes - espoirs |    |        |        |
| Course en ligne  |    |        |        |
| Contre-la-montre |    |        |        |
| Hommes - juniors |    |        |        |
| Course en ligne  |    |        |        |
| Contre-la-montre |    |        |        |

### Femmes
| Compétitions     | Or | Argent | Bronze |
| Femmes - élites  |    |        |        |
| Course en ligne  |    |        |        |
| Contre-la-montre |    |        |        |
| Femmes - espoirs |    |        |        |
| Course en ligne  |    |        |        |
| Contre-la-montre |    |        |        |
| Femmes - juniors |    |        |        |
| Course en ligne  |    |        |        |
| Contre-la-montre |    |        |        |

### Mixte
| Compétitions                       | Or | Argent | Bronze |
| Contre-la-montre en relais élites  |    |        |        |
| Contre-la-montre en relais juniors |    |        |        |

## Classements

### Élite Hommes
| Pos                        | Cycliste | Pays |    | Temps |
| -------------------------- | -------- | ---- | -- | ----- |
|                            |          |      | en |       |
| Médaille d'argent, Europe  |          |      | +  |       |
| Médaille de bronze, Europe |          |      | +  |       |
| 4                          |          |      | +  |       |
| 5                          |          |      | +  |       |
| 6                          |          |      | +  |       |
| 7                          |          |      | +  |       |
| 8                          |          |      | +  |       |
| 9                          |          |      | +  |       |
| 10                         |          |      | +  |       |

| Pos                        | Cycliste | Pays |    | Temps |
| -------------------------- | -------- | ---- | -- | ----- |
|                            |          |      | en |       |
| Médaille d'argent, Europe  |          |      | +  |       |
| Médaille de bronze, Europe |          |      | +  |       |
| 4                          |          |      | +  |       |
| 5                          |          |      | +  |       |
| 6                          |          |      | +  |       |
| 7                          |          |      | +  |       |
| 8                          |          |      | +  |       |
| 9                          |          |      | +  |       |
| 10                         |          |      | +  |       |

### Élite Femmes
| Pos                        | Cycliste | Pays |    | Temps |
| -------------------------- | -------- | ---- | -- | ----- |
|                            |          |      | en |       |
| Médaille d'argent, Europe  |          |      | +  |       |
| Médaille de bronze, Europe |          |      | +  |       |
| 4                          |          |      | +  |       |
| 5                          |          |      | +  |       |
| 6                          |          |      | +  |       |
| 7                          |          |      | +  |       |
| 8                          |          |      | +  |       |
| 9                          |          |      | +  |       |
| 10                         |          |      | +  |       |

| Pos                        | Cycliste | Pays |    | Temps |
| -------------------------- | -------- | ---- | -- | ----- |
|                            |          |      | en |       |
| Médaille d'argent, Europe  |          |      | +  |       |
| Médaille de bronze, Europe |          |      | +  |       |
| 4                          |          |      | +  |       |
| 5                          |          |      | +  |       |
| 6                          |          |      | +  |       |
| 7                          |          |      | +  |       |
| 8                          |          |      | +  |       |
| 9                          |          |      | +  |       |
| 10                         |          |      | +  |       |

### Espoirs Hommes
| Pos                        | Cycliste | Pays |    | Temps |
| -------------------------- | -------- | ---- | -- | ----- |
|                            |          |      | en |       |
| Médaille d'argent, Europe  |          |      | +  |       |
| Médaille de bronze, Europe |          |      | +  |       |
| 4                          |          |      | +  |       |
| 5                          |          |      | +  |       |
| 6                          |          |      | +  |       |
| 7                          |          |      | +  |       |
| 8                          |          |      | +  |       |
| 9                          |          |      | +  |       |
| 10                         |          |      | +  |       |

| Pos                        | Cycliste | Pays |    | Temps |
| -------------------------- | -------- | ---- | -- | ----- |
|                            |          |      | en |       |
| Médaille d'argent, Europe  |          |      | +  |       |
| Médaille de bronze, Europe |          |      | +  |       |
| 4                          |          |      | +  |       |
| 5                          |          |      | +  |       |
| 6                          |          |      | +  |       |
| 7                          |          |      | +  |       |
| 8                          |          |      | +  |       |
| 9                          |          |      | +  |       |
| 10                         |          |      | +  |       |

### Espoirs Femmes
| Pos                        | Cycliste | Pays |    | Temps |
| -------------------------- | -------- | ---- | -- | ----- |
|                            |          |      | en |       |
| Médaille d'argent, Europe  |          |      | +  |       |
| Médaille de bronze, Europe |          |      | +  |       |
| 4                          |          |      | +  |       |
| 5                          |          |      | +  |       |
| 6                          |          |      | +  |       |
| 7                          |          |      | +  |       |
| 8                          |          |      | +  |       |
| 9                          |          |      | +  |       |
| 10                         |          |      | +  |       |

| Pos                        | Cycliste | Pays |    | Temps |
| -------------------------- | -------- | ---- | -- | ----- |
|                            |          |      | en |       |
| Médaille d'argent, Europe  |          |      | +  |       |
| Médaille de bronze, Europe |          |      | +  |       |
| 4                          |          |      | +  |       |
| 5                          |          |      | +  |       |
| 6                          |          |      | +  |       |
| 7                          |          |      | +  |       |
| 8                          |          |      | +  |       |
| 9                          |          |      | +  |       |
| 10                         |          |      | +  |       |

### Juniors Hommes
| Pos                        | Cycliste | Pays |    | Temps |
| -------------------------- | -------- | ---- | -- | ----- |
|                            |          |      | en |       |
| Médaille d'argent, Europe  |          |      | +  |       |
| Médaille de bronze, Europe |          |      | +  |       |
| 4                          |          |      | +  |       |
| 5                          |          |      | +  |       |
| 6                          |          |      | +  |       |
| 7                          |          |      | +  |       |
| 8                          |          |      | +  |       |
| 9                          |          |      | +  |       |
| 10                         |          |      | +  |       |

| Pos                        | Cycliste | Pays |    | Temps |
| -------------------------- | -------- | ---- | -- | ----- |
|                            |          |      | en |       |
| Médaille d'argent, Europe  |          |      | +  |       |
| Médaille de bronze, Europe |          |      | +  |       |
| 4                          |          |      | +  |       |
| 5                          |          |      | +  |       |
| 6                          |          |      | +  |       |
| 7                          |          |      | +  |       |
| 8                          |          |      | +  |       |
| 9                          |          |      | +  |       |
| 10                         |          |      | +  |       |

### Juniors Femmes
| Pos                        | Cycliste | Pays |    | Temps |
| -------------------------- | -------- | ---- | -- | ----- |
|                            |          |      | en |       |
| Médaille d'argent, Europe  |          |      | +  |       |
| Médaille de bronze, Europe |          |      | +  |       |
| 4                          |          |      | +  |       |
| 5                          |          |      | +  |       |
| 6                          |          |      | +  |       |
| 7                          |          |      | +  |       |
| 8                          |          |      | +  |       |
| 9                          |          |      | +  |       |
| 10                         |          |      | +  |       |

| Pos                        | Cycliste | Pays |    | Temps |
| -------------------------- | -------- | ---- | -- | ----- |
|                            |          |      | en |       |
| Médaille d'argent, Europe  |          |      | +  |       |
| Médaille de bronze, Europe |          |      | +  |       |
| 4                          |          |      | +  |       |
| 5                          |          |      | +  |       |
| 6                          |          |      | +  |       |
| 7                          |          |      | +  |       |
| 8                          |          |      | +  |       |
| 9                          |          |      | +  |       |
| 10                         |          |      | +  |       |

## Tableau des médailles
| Rang  | Nation | Or | Argent | Bronze | Total |
| ----- | ------ | -- | ------ | ------ | ----- |
| 1     |        |    |        |        |       |
| 2     |        |    |        |        |       |
| 3     |        |    |        |        |       |
| Total | Total  | 14 | 14     | 14     | 42    |